# 高塍镇
高塍镇，是中华人民共和国江苏省无锡市宜兴市下辖的一个乡镇级行政单位。

## 行政区划
高塍镇下辖以下地区：
高塍社区、高塍村、塍西村、胥井村、高遥村、赋村、志泉村、梅家渎村、天生圩村、范道村、六圩村、红塔村、徐家桥村、宋渎村和肖张墅村。